# Dispersão dos apóstolos

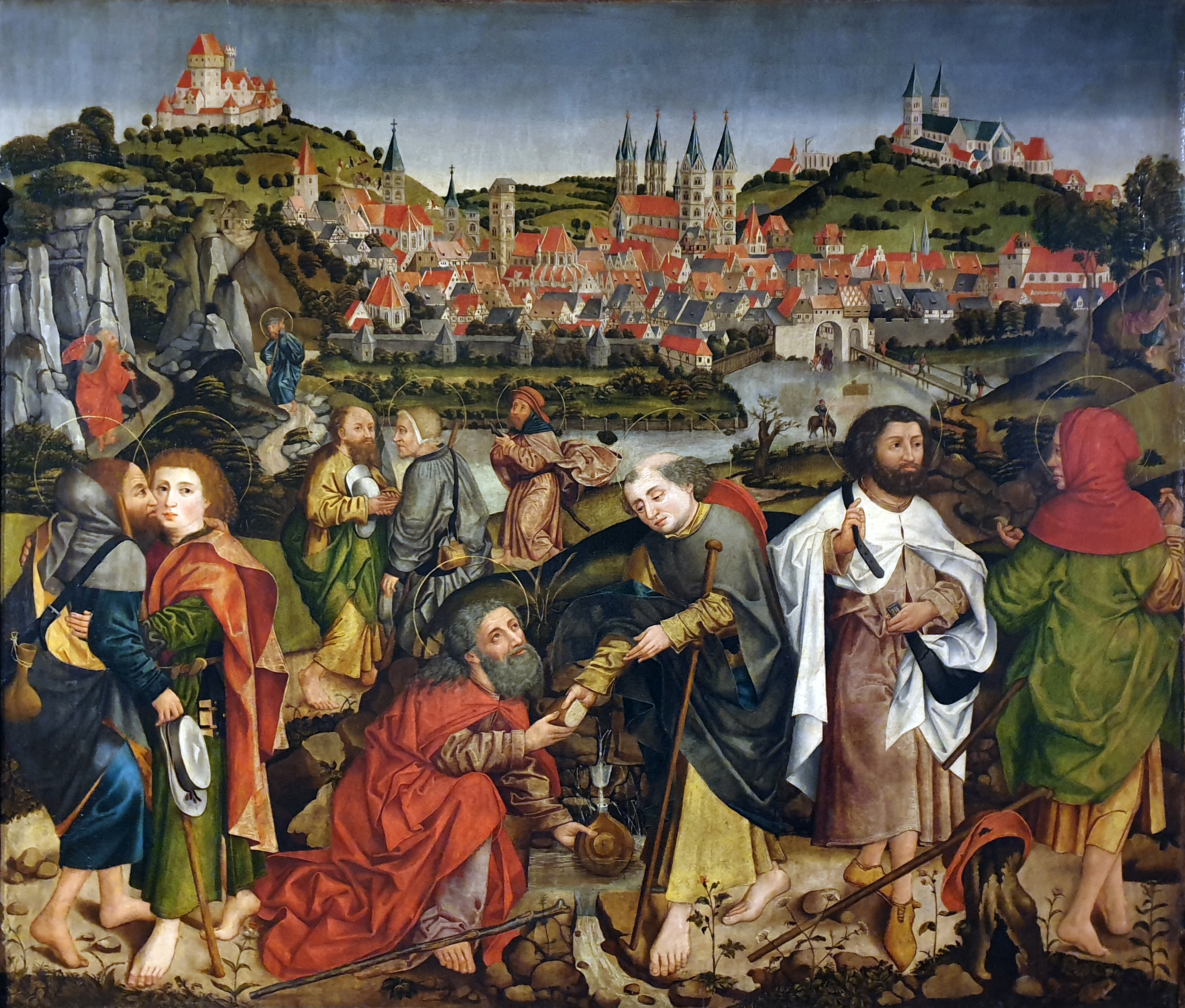
Envio dos apóstolos, por Katzheimer

Dispersão dos apóstolos (em latim: Divisio Apostolorum) foi uma festa litúrgica celebrada em alguns lugares em comemoração ao trabalho missionário dos apóstolos que, segundo a tradição teriam fundado alguma sé apostólica. Ela era celebrada em 15 de julho.
O primeiro vestígio desta festa aparece sequência composta por um tal Godescalc (m. 1098), um monge de Limburgo no Haardt; ele também introduziu esta festa em Aachen quando foi provost da Igreja de Nossa Senhora. Ela foi mencionada depois por Guilherme Durando, bispo de Mende (Rationale Div. Off. 7.15), na segunda metade do século XIII. Com o título de "Dimissio", "Dispersio" ou "Divisio Apostolorum", foi celebrada na Idade Média na Espanha e na Itália. 
O objetivo da festa, segundo Gondescalc, era comemorar a partida (dispersão) dos apóstolos a partir de Jerusalém para diversas partes do mundo, provavelmente quatorze anos depois da Ascensão de Jesus, presumivelmente depois da Grande Comissão (Marcos 16:14–20, Mateus 28:18–20). De acordo com Durando, alguns de seus contemporâneos comemoravam nesta festa a (apócrifa) divisão das relíquias dos apóstolos Pedro e Paulo pelo papa Silvestre I.
Em 1909, segundo o artigo da Enciclopédia Católica, a festa ainda era observada em algumas sociedades missionárias na Alemanha e na Polônia, em algumas dioceses do Reino Unido, França e Estados Unidos.
A festa já não foi incluída no Calendário tridentino e nem em nenhuma outra revisão do Calendário Geral Romano.